# Municipio de Eden (condado de Clinton)
El municipio de Eden (en inglés: Eden Township) es un municipio ubicado en el condado de Clinton en el estado estadounidense de Iowa. En el año 2010 tenía una población de 758 habitantes y una densidad poblacional de 8,22 personas por km².

## Geografía
El municipio de Eden se encuentra ubicado en las coordenadas 41°47′32″N 90°24′15″O / 41.79222, -90.40417. Según la Oficina del Censo de los Estados Unidos, el municipio tiene una superficie total de 92.18 km², de la cual 91,87 km² corresponden a tierra firme y (0,33 %) 0,31 km² es agua.

## Demografía
Según el censo de 2010, había 758 personas residiendo en el municipio de Eden. La densidad de población era de 8,22 hab./km². De los 758 habitantes, el municipio de Eden estaba compuesto por el 98,15 % blancos, el 0,79 % eran afroamericanos, el 0,13 % eran asiáticos y el 0,92 % eran de una mezcla de razas. Del total de la población el 0,13 % eran hispanos o latinos de cualquier raza.